# Frankfurt (Main) Hauptbahnhof

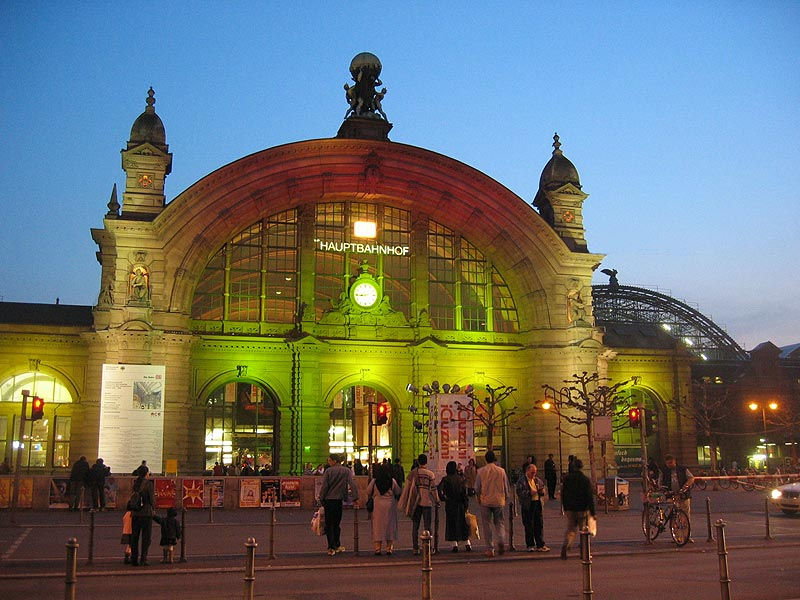
Ingang

Station Frankfurt am Main Hauptbahnhof (ook wel Frankfurt am Main Hbf of Frankfurt Hauptbahnhof), is het hoofdstation van de Duitse Spoorwegen (DB) in Frankfurt am Main, gelegen in de deelstaat Hessen. Met ongeveer 165 miljoen reizigers per jaar is dit het op een na drukste spoorwegstation van de DB en een van de drukste in Europa.

## Geschiedenis

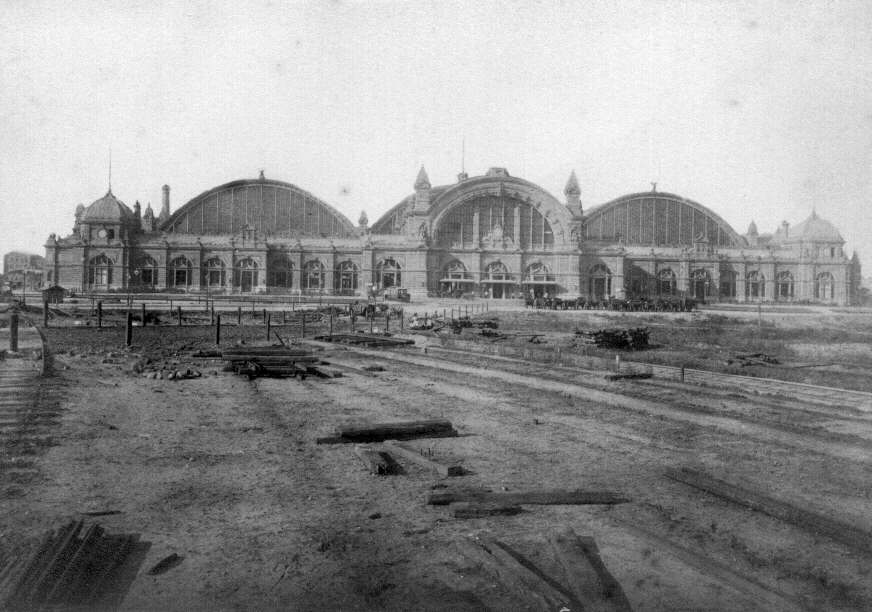
Het station bij opening 1888

Het kopstation werd geopend op 18 augustus 1888. Het station is ontworpen door de architect Hermann Eggert. Tot 1915, met de bouw van het centraal station van Leipzig, was het Hauptbahnhof in Frankfurt het grootste station in Europa. In 1924 werden twee neo-klassieke zalen toegevoegd aan beide zijden van de grote hal. Het aantal perrons werd uitgebouwd tot vijftien met totaal 25 sporen. Tijdens de Tweede Wereldoorlog werd het stationsgebouw gedeeltelijk beschadigd. In 1956 werden de sporen van het station volledig geëlektrificeerd. Europa's grootste seinhuis, in 1957, is nu een monumentaal pand.
In 1971 werd een ondergrondse verdieping voor de U-Bahn, aan de voorkant van het hoofdgebouw, aangelegd met tevens een groot winkelcentrum en parkeerplaats. De overige ondergrondse metrostations werden in 1978 geopend.
Het nieuwe seinhuis werd operationeel in het najaar van 2005 en staat hogere snelheden toe naar het station (tot 60 km/h), mede na herinrichting van de sporen.

## Gebruik

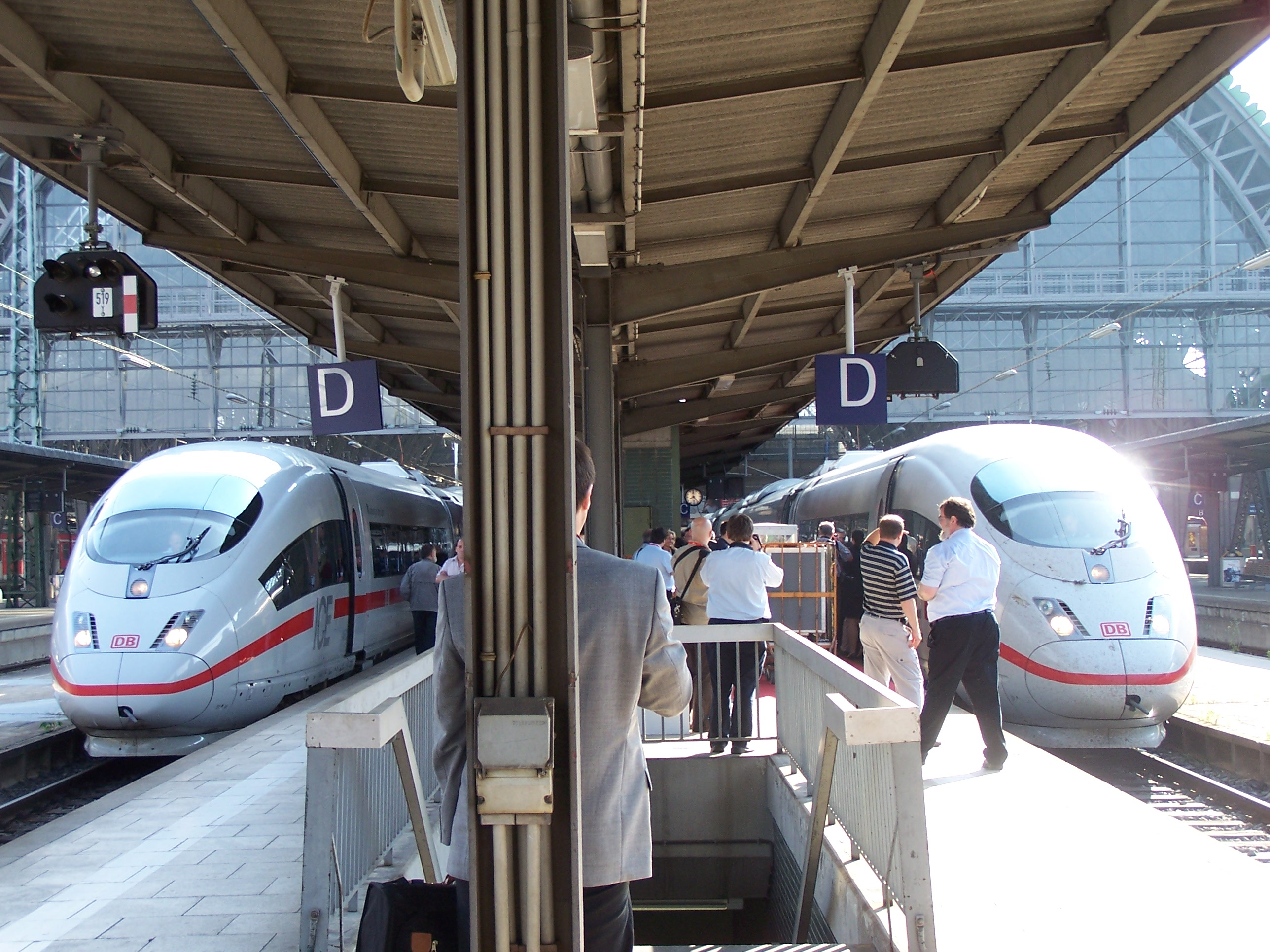
Twee ICE-treinstellen in Frankfurt

Vele langeafstandstreinen maken gebruik van het station. Iets meer dan de helft van de Duitse ICE-lijnen en twee van de drie ICE-Sprinterlijnen hebben een stop op dit station. Om het station te ontlasten stoppen sommige treinen niet op Frankfurt Hauptbahnhof, maar op Frankfurt Flughafen Fernbahnhof of Frankfurt (Main) Süd, dit zijn tevens stations die geschikt zijn voor het langeafstandsverkeer.
Vanuit een groot aantal Duitse steden is het Hauptbahnhof rechtstreeks te bereiken. Vanuit het buitenland zijn dat onder meer Amsterdam, Brussel, Marseille, Lyon, Parijs, Zürich, Bazel en Wenen.
Daarnaast zijn vele stations in de grote regio rondom Frankfurt verbonden via de regionale lijnen met dit station.
Het ondergrondse S-Bahn-station met vier reizigerssporen is het belangrijkste station in het S-Bahnnetwerk van Frankfurt. Alle negen S-Bahnlijnen stoppen op dit ondergrondse station.

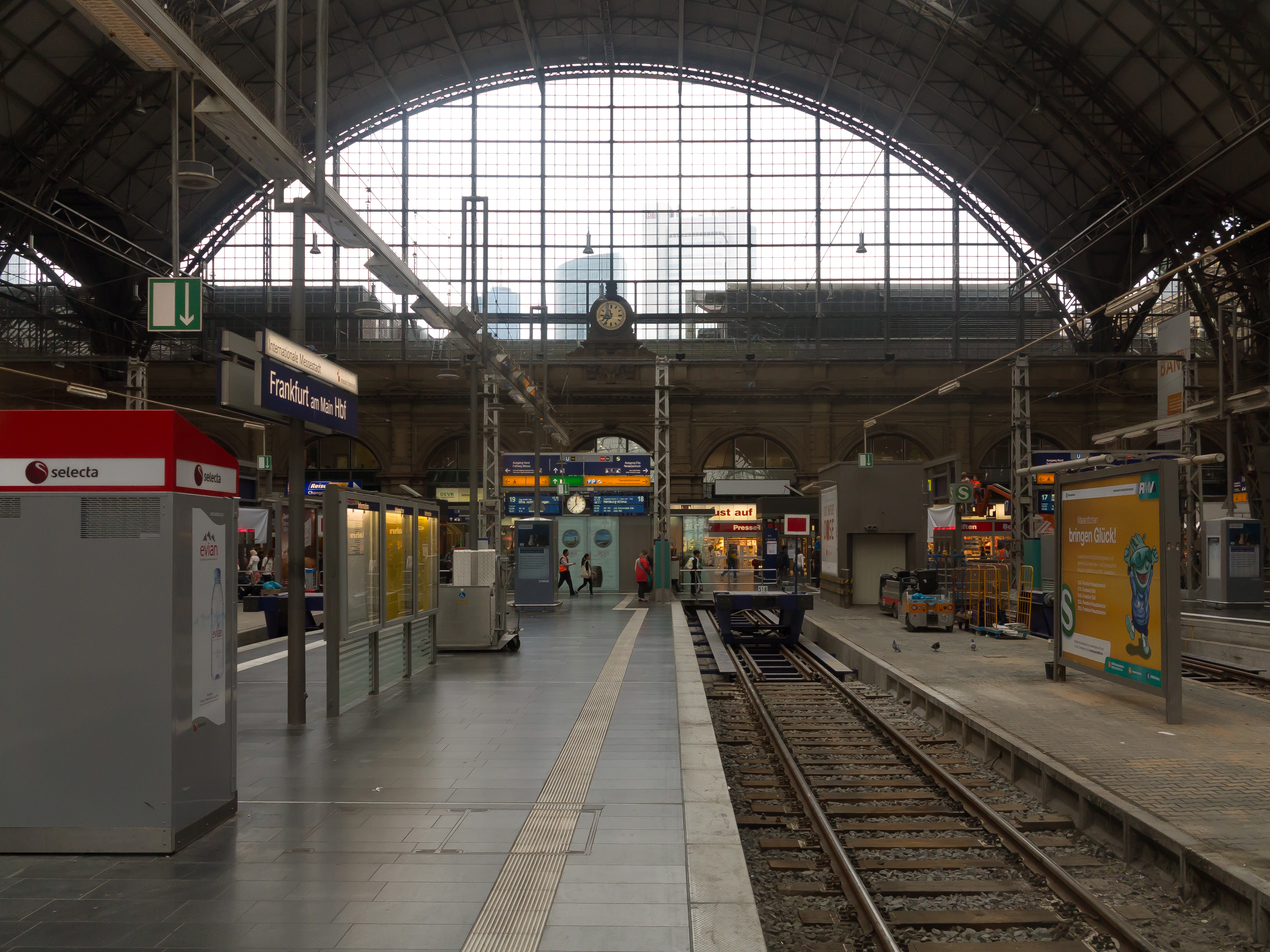
Hauptbahnhof Frankfurt am Main, perron 18

Messe · Galluswarte · Hauptbahnhof · Taunusanlage · Hauptwache · Konstablerwache · Ostendstraße · Lokalbahnhof · Südbahnhof · Mühlberg · Westbahnhof · Flughafen Fernbahnhof · Flughafen Regionalbahnhof
- Gemeinsame Normdatei: 4209070-2
- Library of Congress Control Number: sh85059302
- Nationale Bibliotheek van Israël: 987007295414805171
- Virtual International Authority File: 235545433